# Lotus 33
Lotus 33 byl vůz firmy Lotus určený pro závody Formule 1 v letech 1964-67.
Konstruktéři Colin Chapman a Len Terry vůz postavili podle vzoru úspěšného předchůdce Lotusu 25. Vzhledem k minimu změn se často hovoří o tom, že šlo vlastně spíše o modifikaci tohoto vozu. Přesto lze tvrdit, že oproti svému předchůdci měl řadu vylepšení, které měly dopad na jízdní vlastnosti a na bezpečnost pilota.
Konstrukce vozu byla nyní celohliníková, což nejen velmi dobře vypadalo, ale díky odlehčení se jednalo i o výrazný posun dopředu. Další výraznou změnou byly širší pneumatiky, což vedlo k větší stabilitě vozu. Celkově byl vůz tužší a jednodušší nejen z konstrukčního hlediska, ale i na ovládání. V sezónách 1964 a 65 byl vůz osazen osmiválcovým motorem Coventry Climax FWMK s objemem 1500 cm3,v sezónách 1966 a 67 byl tento motor nahrazen dvoulitrovým osmiválcem.

## Jezdecké výsledky podle let

### Rok 1964
V první sezóně jezdili s tímto vozem Jim Clark, Mike Spence, Walt Hansgen a Moises Solana. Z této čtveřice se dokázal prosadit pouze J. Clark, který získal 32 bodů. což znamenalo třetí místo. Mike Spence získal celkem čtyři body, což znamenalo celkově čtrnácté místo, W. Hansgen dokázal získat jen dva body, což stačilo jen na osmnácté místo a M. Solana skončil dokonce bez bodu.
Takové výsledky znamenaly neúspěch a to i přes třetí místo J Clarka. Příčiny tohoto neúspěchu lze hledat spíše na straně nového vozu a jeho nastavení, než na straně jezdců.

### Rok 1965
V sezóně roku 1965 došlo na postu jezdců ke změnám, taktéž vozidlo bylo posíleno, což sice zvýšilo jeho výkon, ale snížilo jeho spolehlivost. Přesto došlo ke zlepšení a Jim Clark se dokázal s 54 body stát mistrem světa, Mike Spence získal s deseti body osmé místo. Nováčci Paul Hawkins a Bob Bondurant skončili bez bodů.

### Rok 1966
V sezóně roku 1966 došlo ke změně motoru, což citelně zvýšilo výkon, ale také znatelně snížilo spolehlivost, protože automobil nebyl konstruován na dvoulitrový motor. Tato změna však měla být pouze do doby než bude uveden nový vůz Lotus 43, což se do konce sezóny nepodařilo. Jim Clark přesto dokázal získat šestnáct bodů. které znamenaly šesté místo, Peter Arundell získal devatenácté místo s jedním bodem a Pedro Rodríguez spolu s Gekim zůstali bez bodů.

### Rok 1967
V sezóně roku 1967 odjel Lotus 33 jen dvě velké ceny. Tato sezóna byla pro Lotus celkově neúspěšná Graham Hill získal šest bodů, což znamenalo sedmé místo, Jim Clark a Mike Fischer skončili bez bodů.

### Technická data
- Motor: Coventry Climax FWMK (v letech 1966-67 BRM 56)
  - V8 90° (v letech 1966-67 V8)
  - Objem: 1499 cc (v letech 1966-67 2000 cc)
  - Výkon: 213 HP/10800
  - Vstřikování Lucas
- Převodovka: 5 stupňů
- Pneumatiky: Dunlop/Firestone

## Statistika
- 27 Grand Prix
- 5 vítězství
- 8 pole positions
- 74 bodů
- 8 x podium

| Rok  | 1   | 2   | 3   | 4   | 5  | 6   | 7   | 8   | 9   | 10  | 11 |
| ---- | --- | --- | --- | --- | -- | --- | --- | --- | --- | --- | -- |
| 1964 | -   | -   | -   | -   | -  | NĚM | RAK | ITA | USA | MEX | -  |
| 1965 | JAR | MON | BEL | FRA | GB | NL  | NĚM | ITA | USA | MEX | *  |
| 1966 | MON | BEL | FRA | GB  | NL | NĚM | ITA | USA | MEX | *   | *  |
| 1967 | -   | MON | -   | -   | -  | -   | -   | KAN | -   | -   | -  |

Legenda k tabulce: * závod se nejel; - Lotus 33 nestartoval